# Jan-Ewert Strömbäck
Jacob Jan-Ewert Strömbäck, född 1949 i Virserum i Småland, är en svensk författare och journalist.
Strömbäck studerade vid Journalisthögskolan där han tog examen 1971. Han inledde sin författarbana med att skriva i Wahlström & Widstrands debutantantologier Grupp 75 och Grupp 76 samt med två novellsamlingar. Därefter kom flera volymer sakprosa om bland annat alkoholfrågor, folkrörelsehistorik, kulturpolitik, arbetsliv och migration. I augusti 2022 gav Strömbäck ut sin tjugonde bok, Pionjären Kerstin Hesselgren, ett essäreportage om Sveriges först invalda kvinnliga riksdagsledamot.
Strömbäck blev 2020 års Elin Wägner-stipendiat. På LO-kongressen 2012 belönades han av juryn för LO:s kulturpris med ett hedersomnämnande. Både som författare och journalist ägnar sig Strömbäck åt kultur- och arbetslivsbevakning och han har varit anställd vid Sveriges Radio, LO-tidningen och Arbetarskydd samt verkat som frilansjournalist.